# Winter Break
Pour plus de détails, voir Fiche technique et Distribution.
Winter Break ou Ceux qui restent au Québec (The Holdovers) est un film de Noël américain réalisé par Alexander Payne et sorti en 2023.

## Synopsis
Pendant les vacances de fin d'année 1970, un professeur de civilisations et cultures antiques au caractère strict d'un pensionnat de Nouvelle-Angleterre, est obligé de chaperonner une poignée d’élèves qui n’ont nulle part où aller pendant les vacances de Noël. Le groupe finit par s'en aller et il ne reste qu'un seul élève qui n’a pas obtenu l'autorisation de ses parents pour partir ...

## Fiche technique
Sauf indication contraire, les informations mentionnées dans cette section peuvent être confirmées par les bases de données cinématographiques IMDb et Allociné,  présentes dans la section « Liens externes ».
- Titre français : Winter Break
- Titre québécois : Ceux qui restent
- Titre original : The Holdovers
- Réalisation : Alexander Payne
- Scénario : David Hemingson (en)
- Musique : Mark Orton (en)
- Décors : Ryan Warren Smith
- Costumes : Wendy Chuck
- Photographie : Eigil Bryld (en)
- Montage : Kevin Tent
- Production : Bill Block, David Hemingson et Mark Johnson
  - Production délégué : Thomas Zadra
- Sociétés de production : Miramax et CAA Media Finance
- Sociétés de distribution : Universal Pictures (France), Focus Features (États-Unis)
- Budget :
- Pays de production :  États-Unis
- Langue originale : anglais
- Format : couleur
- Genre : comédie dramatique
- Durée : 133 minutes
- Dates de sortie :
  - États-Unis : 
    - 31 août 2023 (festival de Telluride)
    - 10 novembre 2023 (en salles)

  - Canada : 10 septembre 2023 (festival de Toronto - Special Presentations)
  - France : 13 décembre 2023
- Classification[2] :
  - États-Unis : R
  - France : tous publics

## Distribution
- Paul Giamatti (VF : Hervé Pierre) : Paul Hunham
- Dominic Sessa (en) (VF : Maxime Coudour) : Angus Tully
- Da'Vine Joy Randolph (VF : Astrid Bahiya) : Mary Lamb, mère de Curtis
- Carrie Preston (VF : Odile Cohen) : Lydia Crane
- Andrew Garman (VF : Christian Gonon) : Hardy Woodrup, le directeur
- Naheem Garcia (VF : Daniel Lobé) : Danny
- Brady Hepner (VF : Jean-Stan Du Pac) : Teddy Kountze
- Michael Provost (VF : Basile Sommermeyer) : Jason Smith, le fils du patron de société d'hélicoptères
- Ian Dolley (VF : Gaël Reis) : Alex Ollerman, le jeune Mormon
- Jim Kaplan (VF : Sadie Diallo) : Ye-Joon Park, le jeune Coréen
- Stephen Thorne (VF : Philippe Weissert) : Thomas Tully, le père d'Angus
- Gillian Vigman (VF : Micky Sébastian) : Judy Clotfelter, la mère d'Angus
- Tate Donovan (VF : Geoffroy Guerrier) : Stanley Clotfelter, le beau-père d'Angus
- Darby Lee-Stack (VF : Eva Loriquet) : Elise, la nièce de Lydia Crane
- Oscar Wahlberg : le joueur de flipper agressif
- Dan Aid : Kenneth, le vétéran du Vietnam à la main crochet

 Source et légende : version française (VF) sur RS Doublage et selon le carton de doublage VF.

## Production
L'idée du film provient de Merlusse, film de Marcel Pagnol,.
Le tournage a lieu dans le Massachusetts : Groton (Groton School), Wakefield, Fairhaven, Deerfield, Southborough, Gill, Worcester, Boston (Boston Common, Orpheum Theatre...), Waltham et Shelburne Falls.

## Bande originale[7]
| 1.    | Silver Joy                                                       | Damien Jurado                | 3:06 |
| 2.    | Venus                                                            | Shocking Blue                | 3:07 |
| 3.    | The Time Has Come Today                                          | The Chambers Brothers        | 4:54 |
| 4.    | Candlepin Bowling                                                | Mark Orton (en)              | 2:17 |
| 5.    | Primal Architecture                                              | Orton                        | 0:47 |
| 6.    | Crying Laughing Loving Lying                                     | Labi Siffre                  | 3:01 |
| 7.    | In Memory of Elizabeth Reed                                      | The Allman Brothers Band     | 6:58 |
| 8.    | Knock Three Times                                                | Tony Orlando and Dawn        | 2:59 |
| 9.    | When Winter Comes                                                | Artie Shaw and His Orchestra | 2:54 |
| 10.   | Drive to Boston                                                  | Orton                        | 2:16 |
| 11.   | Nursing Home                                                     | Orton                        | 1:52 |
| 12.   | Medley: Deck the Hall with Boughs of Holly / What Child Is This? | The Swingle Singers          | 3:11 |
| 13.   | Silent Night                                                     | The Temptations              | 6:07 |
| 14.   | Jingle Bells                                                     | Herb Alpert's Tijuana Brass  | 3:11 |
| 15.   | It's Christmas!                                                  | Orton                        | 2:13 |
| 16.   | Carol of the Drum (Little Drummer Boy)                           | The Trapp Family Singers     | 2:01 |
| 17.   | White Christmas                                                  | The Swingle Singers          | 2:11 |
| 18.   | The Most Wonderful Time of the Year                              | Andy Williams                | 2:33 |
| 19.   | The Wind                                                         | Cat Stevens                  | 1:42 |
| 20.   | A Calf Born in Winter                                            | Khruangbin                   | 3:31 |
| 21.   | The Glove / Now He's History / 5/4 for Constantine               | Orton                        | 4:24 |
| 22.   | A Girl in Tow / Back to Barton                                   | Orton                        | 4:34 |
| 23.   | Danny / The Glove / Let's Make the Best of It                    | Orton                        | 2:20 |
| 24.   | See Ya / Into the Unknown                                        | Orton                        | 4:39 |
| 76:48 |                                                                  |                              |      |

## Sortie et accueil

### Accueil critique
En France, le site Allociné propose une moyenne de 3,8⁄5, d'après l'interprétation de 32 critiques de presse,.

## Distinctions

### Récompenses
- BAFTA 2024 : Meilleure actrice dans un second rôle pour Da'Vine Joy Randolph
- Golden Globes 2024 : 
  - Meilleur acteur dans un film musical ou une comédie pour Paul Giamatti
  - Meilleure actrice dans un second rôle pour Da'Vine Joy Randolph
  - Meilleur casting pour Susan Shopmaker
- Oscars 2024 : Meilleure actrice dans un second rôle pour Da'Vine Joy Randolph

### Nominations
- BAFTA 2024 :
  - Meilleur film
  - Meilleure réalisation pour Alexander Payne
  - Meilleur acteur pour Paul Giamatti
  - Meilleur acteur dans un second rôle pour Dominic Sessa (en)
  - Meilleur scénario original pour David Hemingson (en)
- Golden Globes 2024 : Meilleur film musical ou comédie
- Oscars 2024 : 
  - Meilleur film
  - Meilleur scénario original
  - Meilleur acteur pour Paul Giamatti
  - Meilleur montage